# فرودگاه نورفک آیلند
فرودگاه نورفک آیلند (به انگلیسی: Norfolk Island Airport) یک فرودگاه همگانی با کد یاتا NLK است که یک باند فرود آسفالت دارد و طول باند آن ۱۹۵۰ متر است. این فرودگاه در شهر جزیره نورفک کشور استرالیا قرار دارد و در ارتفاع ۱۱۳ متری از سطح دریا واقع شده است.